# Dare Day Festival
Dare Day Festival (vroeger Dare Days) is een jaarlijks familie-evenement dat plaatsvindt op de eerste zondag van juni in het centrum van de Amerikaanse plaats Manteo.
Het festival wordt door de lokale bevolking gezien als de prille start van de zomer. Het festival werd opgericht in 1976 (toen nog als Dare Days) en in dat jaar was het de enige keer dat het festival twee dagen duurde. Jaarlijks komt de bevolking van Manteo en omstreken massaal naar het waterfront van de stad om het festival te beleven.
De dag bestaat onder andere uit entertainmentshows en kinderactiviteiten.